# Gustavo Boccoli
Gustavo Boccoli (n. 16 februarie 1978) este un jucător de fotbal brazilian. Este mijlocașul/atacantul clubului israelian Maccabi Haifa.